# Jacques Bertin
Jacques Bertin (27 de Julho, 1918 – 3 de Maio, 2010) é um cartógrafo e teórico francês, conhecido por seu livro Semiologie Graphique (Semiologia gráfica), editado em 1967. Esse trabalho monumental, baseado em sua experiência como cartógrafo, representa a primeira e mais abrangente tentativa de oferecer uma fundação teórica para a Visualização de Informação. Profissionais e teóricos do design de informação e infografia consideram Bertin um dos teóricos pioneiros mais importantes do design de informação.
A obra de Jacques Bertin é considerada uma das principais referências de geógrafos brasileiros para a produção de mapas.

## Semiologia gráfica
Segundo Bertin “a representação gráfica faz parte do sistema de signos que o homem constrói para melhor reter, compreender e comunicar as observações que lhe são necessárias”.
Bertin propôs que a linguagem gráfica poderia ser:
- Monossêmica - significado único, como o da linguagem matemática e o da representação gráfica mais objetiva (ex. o mapa).
- Polissêmica - significados múltiplos, como os da linguagem figurativa.
- Pansemica - infinitos significados, como pintura abstrata.

## Projeção de Bertin (1953)
Criada por Jacques Bertin em 1953, esta projeção que leva seu nome foi escolhida pela escola cartográfica francesa quando desejava representar fenômenos em escala global.
Trata-se de uma projeção que favorece a manutenção das formas e das proporcionalidades das terras emersas em detrimento dos oceanos. Quando esse autor criou essa projeção ele subverteu a visão convencional de um Norte e de um Sul, o que permitiria uma apreensão de um mundo “menos” hierarquizado.

Projeção de Bertin (1953)

De acordo com o jornalista e cartógrafo Philippe Rivière: "Outra propriedade contribui para o seu interesse científico, mas também estético: é uma das raras projeções para preservar quase todas as superfícies, sem distorcer os países de maneira muito grotesca. Uma exceção notável é a América do Norte, que parece altamente torcida. É por isso que esta projeção tem poucas chances de sucesso nos Estados Unidos."
Ainda o mesmo autor Philippe Rivière aponta que: "Essas propriedades - preservando a forma e preservando áreas - são, como sabemos, irreconciliáveis. É matematicamente impossível espalhar uma esfera (a superfície do globo) em uma superfície plana (papel) sem criar tensões elásticas (que impedem a preservação de superfícies), torções (que impedem a preservação de ângulos ou conformidade) ou cortes (que impedem a preservação de caminhos)."

## Publicações
Jacques Bertin publicou vários artigos sobre semiologia gráfica, criação de símbolos, semiologia e informação gráfica.
- 1967. Sémiologie Graphique. Les diagrammeon. Paris : Flammarion, 1977, 273 p. (trad. 1981. Graphics and graphic information-processing por William J. Berg e Paul Scott).
- 1992. Harper atlas of world history. Com Pierre Vidal-Naquet. N.Y. : Harper Collins.
- 1997. Atlas historique universel. Panorama de l'histoire du monde. Com J. Devisse, D. Lavallée e J. Népote. Genève : Éd. Minerve, 180 p.
- 2004. Atlas historique de l'humanité. Editions La Martinière.[4][5]
- 2006. Nuovo atlante storico Zanichelli / sotto la didi Pierre Vidal-Naquet ; direzione della cartografia.

### Em português
- BERTIN, Jacques. Ver ou ler: um novo olhar sobre a cartografia. Seleção de Textos. São Paulo, nº18, p. 45-62, maio, 1988.
- BERTIN, Jacques. O teste de base da representação gráfica. Revista Brasileira de Geografia. RJ. 42(12): 160-182, 1980.
- BERTIN, Jacques. A neográfica e o tratamento gráfico da Informação. Tradução de Cecília M. Wertphalen.Curitiba: Editora da Universidade Federal do Paraná, 1986.
- BERTIN, J.; GIMENO, R. A lição de cartografia na escola elementar.. Boletim Goiano de Geografia, Goiânia,: v. 2, n. 01, p. 35-56, 1982.